# Filiberto Laurenzi
Filiberto Laurenzi (Bertinoro, 6 febbraio 1618 – ?, dopo ottobre 1659) è stato un compositore e clavicembalista italiano.

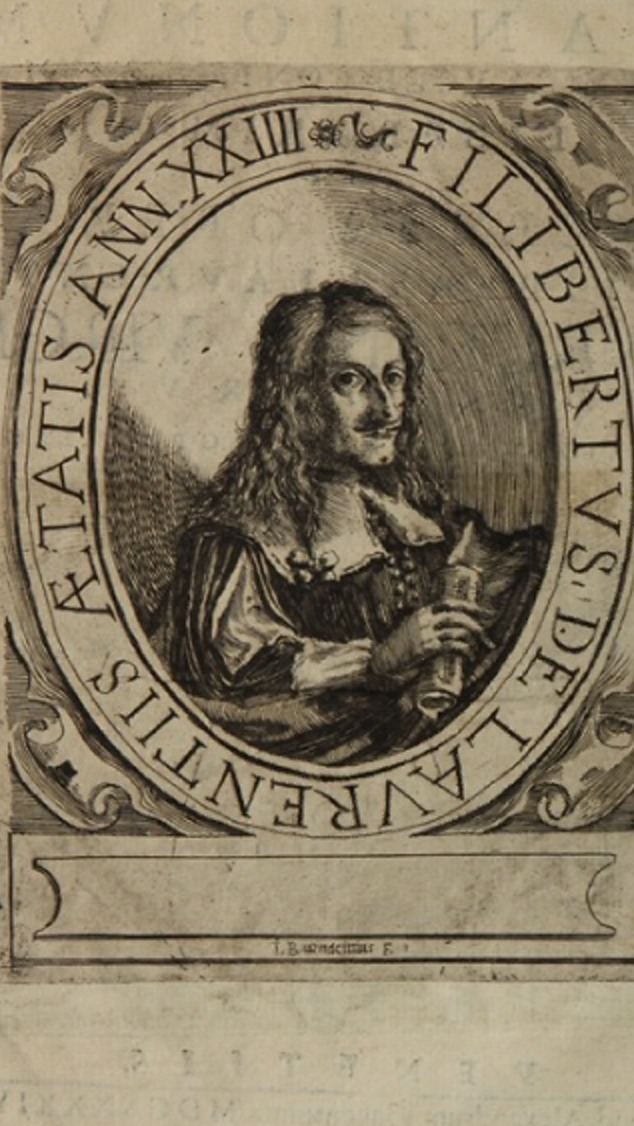
Filiberto Laurenzi, ritratto di Giovanni Burnacini da Spiritualium cantionum unica voce contextarum liber primus ac tertias opera Filiberti Laurenti (Venezia, Alessandro Vincenti, 1644)

Nacque a Bertinoro il 6 febbraio 1618, da Antonio e Maria Cappelli.
Dal 1630 al 1633 fu fanciullo cantore della cappella di S. Luigi dei Francesi a Roma.

Esordì come compositore d'opera nel 1639 con il «dramma heroicomico boscareccio» Il favorito del principe, su libretto di Ottaviano Castelli, in cui cantarono i due soprani Anna Renzi e Anna Valeri, rappresentato a Roma nel palazzo dell'ambasciatore francese François-Annibal d'Estrées.

Non molto tempo dopo, si recò a Venezia al seguito di Anna Renzi, sua allieva, chiamata a cantare ne La finta pazza, su libretto di Giulio Strozzi e musica di Francesco Sacrati, al teatro Novissimo nella stagione teatrale del 1639/40. Nella città lagunare soggiornò per alcuni anni, prendendo parte all'attività teatrale sempre insieme con la Renzi.

Fu compositore principale dell'opera La finta savia, su libretto di Giulio Strozzi, rappresentata nel carnevale 1642/43 al teatro Ss. Giovanni Paolo, a cui contribuirono con qualche brano i compositori Benedetto Ferrari, Tarquinio Merula, Arcangelo (?) Crivelli, Alessandro Leardini, Vincenzo Torri. Una selezione di brani dell'opera, a cura di Giovanni Battista Verdizotti, apparve con il titolo Arie a una voce per cantarsi nel clavicembalo o tiorba a Venezia, nel 1643. In quella stagione potrebbe aver partecipato anche anche all'allestimento de L'incoronazione di Poppea di Claudio Monteverdi. 

Nella successiva stagione carnevalesca 1643/44 collaborò alla messinscena dell'opera La Deidamia, in cui Anna Renzi interpretava il ruolo principale; secondo il contratto stipulato con l'impresario del teatro Novissimo Girolamo Lappoli, avrebbe ricevuto 25 scudi «per instruire musici, prologo et intermedij» e altri 60 scudi per suonare al clavicembalo alle prove e alle recite. 

A Roma, nel carnevale 1647, venne rappresentato il suo drammetto Il trionfo della fatica, con il patrocinio di Marcantonio Colonna, principe di Paliano, per un «carro musicale».

Insieme con Andrea Mattioli, compose la musica del dramma L'esiglio d'Amore, su libretto di Francesco Berni, andato in scena durante il carnevale 1651 a Ferrara nel teatro del Cortile. 

Il 3 e 4 ottobre 1659 prese parte come clavicembalista alla festa patronale della basilica di San Petronio a Bologna.. Dopo questa data non si hanno più notizie su di lui.

## Opere

### Drammi per musica
- Il favorito del principe, libretto Ottaviano Castelli, Roma, palazzo dell'ambasciatore francese, 1639.
- La finta savia, libretto Giulio Strozzi, Venezia, Teatro Ss. Giovanni Paolo, 1643 (con brani di Benedetto Ferrari, Tarquinio Merula, Arcangelo (?) Crivelli, Alessandro Leardini, Vincenzo Torri).
- La Deidamia, Venezia, Teatro Novissimo, 1644, libretto Scipione Errico (prologo e intermedi)
- Il trionfo della fatica, Roma, 1647
- L'esiglio d'Amore, libretto Francesco Berni, Ferrara, Teatro del Cortile, 1651 (in collaborazione con Andrea Mattioli)

### Opere stampate
- Concerti et arie a una, due e tre voci con una serenata a 5 e doi violini e chitarrone, Venezia, Alessandro Vincenti, 1641
- Arie a una voce per cantarsi nel clavicembalo o tiorba [...] racolte da Gio. Battista Verdizotti nel dramma della Finta savia del sig. Giulio Strozzi rapresentato in questo carnevalle nel teatro del’illustr.mo sig. Gio. Grimani, Venezia, Bartolomeo Magni, 1643
- Spiritualium cantionum unica voce contextarum liber primus ac tertias opera, Venezia, Alessandro Vincenti, 1644
- Arie siciliane a voce sola, Venezia, Alessandro Vincenti [ante 1649] (perduta)

## Discografia
- Filiberto Laurenzi, La Finta Savia - Arias, Elena Cecchi Fedi soprano, Carlo Vistoli controtenore, Ensemble Sezione Aurea, Brilliant Classics 2018.
- AA. VV., Amor Tiranno, (contiene Chi può mirar costei da Concerti e arie di Filiberto Laurenzi) Carlo Vistoli controtenore, Ensemble Sezione Aurea, Arcana 2020.
- AA. VV., Arias for Anna Renzi - The first Opera Diva, (contiene brani di Filiberto Laurenzi) Roberta Invernizzi, Ensemble Sezione Aurea, Brilliant Classics 2022.